# Otaslavice
Otaslavice – gmina w Czechach, w powiecie Prościejów, w kraju ołomunieckim. Według danych z dnia 1 stycznia 2012 liczyła 1308 mieszkańców.
Pierwsza pisana wzmianka pochodzi z 1279 roku.
W miejscowości znajdują się ruiny dwóch zamków z widocznymi śladami herbu Podiebradów.
Z Otaslavic pochodzi Josef František – czeski lotnik, as myśliwski lotnictwa polskiego okresu II wojny światowej.